# Krokeks församling
Krokeks församling var en församling i Linköpings stift inom Svenska kyrkan i Norrköpings kommun. Församlingen uppgick 2010 i Kolmårdens församling.
Församlingens kyrkor var Krokeks kyrka och Kolmårdskyrkan.
Befolkningen i församlingen var 2006 5 373 invånare.

## Administrativ historik
Församlingen bildades på 1500-talet genom en utbrytning ur Dagsbergs församling.
Församlingen var före 1639 annexförsamling i pastoratet Dagsberg och Krokek, för att i perioden från 1639 och 1693 utgöra ett eget pastorat. Från 1694 till 1 maj 1885 var församlingen åter annexförsamling pastoratet Dagsberg och Krokek, för att från 1 maj 1885 till 1962 åter utgöra ett eget pastorat. Från 1962 till 2010 var församlingen annexförsamling i pastoratet Krokek och Kvarsebo. Församlingen uppgick 2010 i Kolmårdens församling.
Församlingskod var 058115.

## Kyrkoherdar
| Ämbetstid | Namn                      | Levnadstid | Övrigt                        |
| --------- | ------------------------- | ---------- | ----------------------------- |
| 1639-1682 | Andreas Magni Betulander  | -1682      |                               |
| 1682-1687 | Johannes Nicolai Särtling | -1687      |                               |
| 1688-1691 | Laurentius Wagner         | -1691      |                               |
| 1888-1918 | Johan Peter Linde         | 1847-      |                               |
| 1921-1927 | Fredrik Sjöberg           | 1884-1941  |                               |
| 1927-1963 | Gerhard Thorén            | 1896-1989  |                               |
| 1963-1978 | Sven Lennermark           | 1912-1984  |                               |
| 1978–1984 | Barbro Westlund           | 1936-2016  | Extra ordinarie hovpredikant. |

### Komministrar
| Ämbetstid | Namn                         | Levnadstid | Övrigt                                        |
| --------- | ---------------------------- | ---------- | --------------------------------------------- |
| 1593–1609 | Jonas Petri Metronius        | –1646      | Senare kyrkoherde i Dagsbergs församling.     |
| 1632–1648 | Olaus Jonæ Alcidatus         | 1599–1661  | Senare kyrkoherde i Dagsbergs församling.     |
| 1657      | Andreas Petri Frodelius      |            | Senare komminister i Mörlunda församling.     |
| 1661–1662 | Petrus Johannis Bjugg        | 1634–1692  | Senare kyrkoherde i Linderås församling.      |
| 1692–1710 | Ericus Exing                 | 1663–1728  | Senare kyrkoherde i Östra Eneby församling.   |
| 1710–1733 | Lars Ståhle                  | 1684–1741  | Senare kyrkoherde i Dagsbergs församling.     |
| 1734      | Bengt Smedberg               |            | Senare kyrkoherde i Konungsunds församling.   |
| 1750      | Magnus Nordström             |            | Senare kyrkoherde i Skedevi församling.       |
| 1769-1778 | Bengt Solvenius              | 1718-1778  |                                               |
| 1778-1798 | Jacob Juringius              | 1738-1798  |                                               |
| 1799      | Hans Emanuelsson             |            | Senare komminister i Östra Husby församling.  |
| 1811      | Per Skärlin                  |            | Senare komminister i Loftahammars församling. |
| 1820      | Olof Grönblad                |            | Senare komminister i Västra Husby församling. |
| 1826-1836 | Gottlieb Christoffer Buchner | 1778-1836  |                                               |
| 1838-1883 | Anders Edler                 | 1793-1883  |                                               |

## Klockare, kantor och organister
| Ämbetstid | Namn                     | Levnadstid | Övrigt                          |
| --------- | ------------------------ | ---------- | ------------------------------- |
| 1791–1823 | Lars Didrichsson         | 1749–1823  | Klockare                        |
| 1825–1862 | Lars Tåhlin              | 1798–      | Organist och klockare           |
| 1863–1888 | Hampus Magnus Westerberg | 1835–1888  | Organist och skollärare         |
| 1889–1922 | Nils Peter Alexis Valman | 1858–1924  | Organist, skollärare och kantor |